# Dicloxacilina
La dicloxacilina es un antibiótico de la familia de los betalactámicos, es una penicilina resistente a penicilinasa. 

## Actividad y mecanismo de acción
Antibacteriano. AntiGram+. De la familia de las penicilinas. Resistente a B-lactamasas. Bactericida: ejerce su acción bactericida sobre el crecimiento y división de la pared celular bacteriana, aunque aún no se conoce exactamente el mecanismo de acción implicado.
Los peptidoglicanos mantienen la pared celular bacteriana rígida, protegiendo a la bacteria contra ruptura osmótica. Las bencilpenicilinas inhiben el paso final de la unión de peptidogligano mediante su unión a transpeptidasas, proteínas fijadoras de la penicilina, que se encuentran en la superficie interior de la cubierta celular bacteriana, inactivándolas.
Otro mecanismo implicado es la lisis bacteriana a causa de la inactivación de inhibidores endógenos de autolisinas bacterianas.

## Propiedades físicoquímicas
- Solubilidad: Soluble en agua y metanol, menos soluble en butanol y ligeramente soluble en acetona y solventes orgánicos.
- Dosis letal: en ratones---> 0.9 g/kg v.i.; en ratas---> 0.63 g/kg i.p. 
Dosis usual en Adultos: 500 mg a 1,000 mg cada 6 horas***

## Indicaciones
En tratamiento de infecciones por cocos Gram positivos, en especial contra Staphylococcus aureus productores de penicilinasas. Utilizada especialmente en infecciones de tejidos blandos (ejm celulitis).